# Vargem Alta
Vargem Alta este un oraș în statul Espírito Santo (ES) din Brazilia.